# Guy S. Meloy Jr.

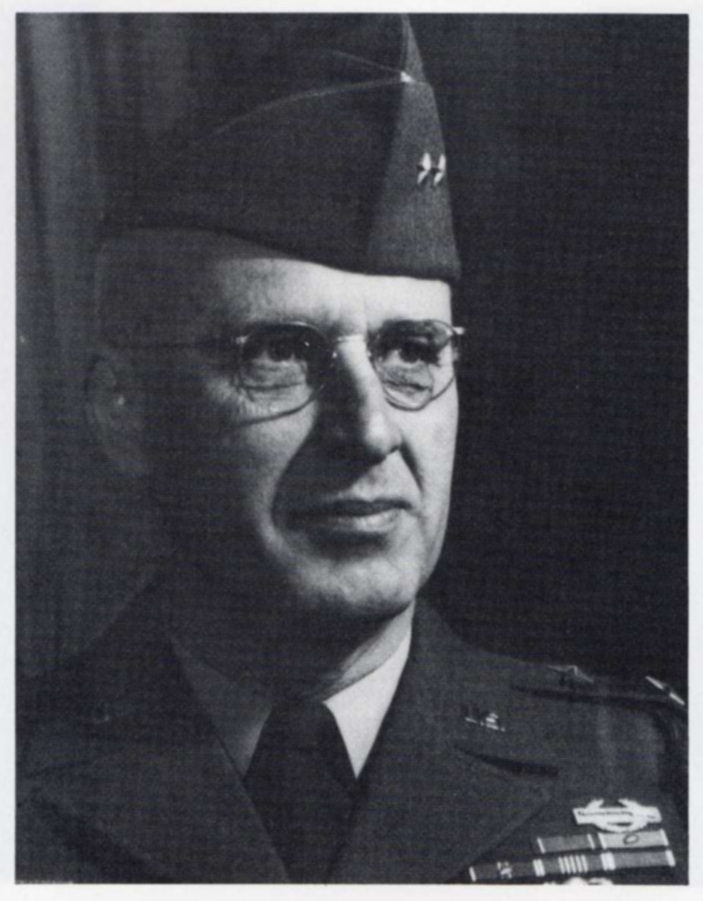
Guy S. Meloy Jr.

Guy Stanley Meloy Jr. (* 4. September 1903 in Lanham,  Prince George’s County,  Maryland; † 14. Dezember 1968 in San Antonio, Bexar County, Texas) war ein Viersternegeneral der United States Army.
Guy Meloy besuchte zunächst die McKinley Technology High School in Washington, D.C. Anschließend absolvierte er die United States Military Academy in West Point. Nach seinem im Jahr 1927 erfolgten Abschluss an der Akademie wurde er als Leutnant der Infanterie zugeteilt. In der Armee durchlief er anschließend alle Offiziersränge vom Leutnant bis zum Viersternegeneral. Er wurde dem ersten amerikanischen Bataillon, das mit Panzerabwehrsystemen wie z. B. Jagdpanzer ausgerüstet war, zugeteilt. Meloy belegte auch einen Kurs in Großbritannien, bei dem es um die Panzerabwehr ging. Später war er in Camp Hood, dem späteren Fort Hood, einer der ersten Offiziere beim neuerrichteten Panzerabwehrzentrum (Tank Destroyer Center).
In den Jahren 1938 und 1939 absolvierte Guy Meloy das Command and General Staff College in Fort Leavenworth. Während des Zweiten Weltkriegs war er in den Jahren 1942 bis 1945 als Stabschef der 103. Infanteriedivision auf dem europäischen Kriegsschauplatz eingesetzt. Dann war er Stabschef beim Airborne Center in Fort Bragg in North Carolina. Zwischen 1946 und 1948 unterrichtete er das Fach Militärwissenschaft an der Texas A&M University. Danach wurde er nach Japan versetzt, wo er das Kommando über das 19. Infanterieregiment übernahm, das der 24. Infanteriedivision unterstand. Zu Beginn des Koreakriegs wurde er mit seinem Regiment auf den dortigen Kriegsschauplatz verlegt, wo er bei den Gefechten schwer verwundet wurde.
Nach seiner Genesung leitete Guy Meloy die United States Army Infantry School in Fort Benning. Zwischen Juni 1954 und Dezember 1955 hatte er das Kommando über die 1. Infanteriedivision. In dieser Zeit wurde die Division von Deutschland nach Fort Riley verlegt. Zwischen 1956 und 1958 gehörte Meloy als Chief of Public Information dem Stab des Heeresministeriums an. Von Oktober 1959 bis Januar 1961 kommandierte er das VII. Corps. Nach seiner Beförderung zum Viersternegeneral übernahm er am 1. Juli 1961 das Kommando über den United Nations Command in Südkorea. Dieses Amt bekleidete er bis zum 31. Juli 1963. Gleichzeitig übte er in Personalunion das Kommando über die 8. Armee aus. Anschließend ging er in den Ruhestand.
Manche Quellen nennen Guy Meloy auch als Oberbefehlshaber der 5. und der 7. Armee. Allerdings taucht sein Name in den dortigen Kommandeurslisten nicht auf. Stattdessen werden andere Generäle für die angegebene Zeit genannt.
In seinem Ruhestand war Meloy für einige Zeit Bürgermeister der Stadt Terrell Hills in der Nähe von San Antonio in Texas. Außerdem engagierte er sich bei der dortigen Filiale der Non-Profit-Organisation Association of the United States Army. Er starb am 14. Dezember 1968 in San Antonio und wurde auf dem Nationalfriedhof Arlington beigesetzt.
Sein Sohn Guy S. Meloy III (1930–2013) brachte es im US-Heer bis zum Generalmajor.

## Orden und Auszeichnungen
Guy Meloy erhielt im Lauf seiner militärischen Laufbahn unter anderem folgende Auszeichnungen:
- Distinguished Service Cross
- Army Distinguished Service Medal
- Legion of Merit
- Distinguished Flying Cross
- Bronze Star Medal
- Purple Heart
- Army Commendation Medal
- Combat Infantryman Badge